# Witching Hour
Witching Hour este al treilea album de studio al formației de muzică electronică Ladytron. Albumul conține 14 piese și a fost produs de Ladytron în colaborare cu Jim Abbiss. Anumite versiuni nu includ "CMYK" și "Untitled". Piesele lansate ca single au fost "Sugar", "Destroy Everything You Touch" și "Weekend" (single promo doar în USA).
Single-ul "Destroy Everything You Touch" a apărut în coloană sonoră a filmelor Smiley Face, One Missed Call și Mammoth.

## Ediții și conținut[2]
Toate piesele au fost compuse de Ladytron.

### Albumul standard
1. "High Rise" – 4:54
2. "Destroy Everything You Touch" – 4:36
3. "International Dateline" – 4:17
4. "Soft Power" – 5:19
5. "CMYK" – 1:49
6. "amTV" – 3:26
7. "Sugar" – 2:50
8. "Fighting in Built Up Areas" – 3:59
9. "The Last One Standing" – 3:11
10. "Weekend" – 3:57
11. "Beauty*2" – 4:23
12. "Whitelightgenerator" – 3:59
13. "All the Way..." – 4:08
14. "Untitled" – 9:03 (o piesa fără nici un sunet)

### Piese bonus
Pe 19 ianuarie 2011, albumul a fost relansat de Nettwerk cu patru piese bonus.
1. "Sugar" (Archigram Remix) – 5:27
2. "International Dateline" (Simian Mobile Disco Remix) – 5:42
3. "Destroy Everything You Touch" (Hot Chip Remix - Edit) – 6:52
4. "Soft Power" (Vicarious Bliss Gutter Mix) – 6:48

### Disc bonus
În 2007, Witching Hour a fost relansat incluzând un disc bonus de B-side-uri și remixuri.
Ediția europeană
1. "High Rise" (Club Mix) – 6:08
2. "Nothing to Hide" – 3:51
3. "Weekend" (James Iha Mix) – 4:00
4. "Citadel" – 3:48
5. "Tender Talons" – 3:28
6. "Last One Standing" (Shipps & Tait Mix) – 3:46
7. "Soft Power" (Ebon's Strong Weakness Mix) – 5:39
8. "International Dateline" (Harmonium Session) – 4:18

Ediția americană
1. "Soft Power" (Vicarious Bliss Gutter Mix) – 6:48
2. "Soft Power" (Loz & Brendan Long Remix) – 7:39
3. "International Dateline" (Simian Mobile Disco Remix) – 5:42
4. "Destroy Everything You Touch" (Hot Chip Remix - Edit) – 6:52
5. "Weekend" (James Iha Remix) – 4:04
6. "High Rise" (Ladytron Club Remix) – 6:11
7. "Sugar" (Archigram Remix) – 5:27
8. "Destroy Everything You Touch" (Playgroup - Vocal Edit) – 5:27
9. "Nothing to Hide" – 3:51
10. "Citadel" – 3:48
11. "Tender Talons" – 3:28

### Witching Hour (Remixed & Rare)
În 2009 Ladytron au lansat patru compilații digitale cu remixuri pentru fiecare album de studio scos până în acel moment.
1. "International Dateline" (Simian Mobile Disco Remix) – 5:42
2. "Weekend" (James Iha Mix) – 4:00
3. "Soft Power" (Vicarious Bliss Gutter Mix) – 6:48
4. "Destroy Everything You Touch" (Hot Chip Remix Edit) – 6:52
5. "Sugar" (Archigram Remix) – 5:27
6. "Citadel" – 3:48
7. "Nothing to Hide" – 3:51
8. "Soft Power" (Loz & Brendan Long Remix) – 7:39
9. "High Rise" (Club Mix) – 6:08
10. "Destroy Everything You Touch" (Playgroup Vocal Edit) – 5:27
11. "Tender Talons" – 3:28